# Barcelona SC
Barcelona Sporting Club – ekwadorski klub piłkarski z siedzibą w mieście Guayaquil, stolicy prowincji Guayas. Występuje w rozgrywkach Serie A. Domowe mecze rozgrywa na obiekcie Estadio Monumental Isidro Romero Carbo.

## Historia

### Założenie klubu
Klub założony został 1 maja 1925 w domu hiszpańskiego emigranta z Barcelony, Eutimi Péreza i nazwany został tak jak klub FC Barcelona. W latach 40. XX w. gdy zaczęła rosnąć popularność ekwadorskiej Barcelony, częściowo dzięki cudownym meczom przeciwko Deportivo Cali w pierwszym międzynarodowym towarzyskim meczu i znakomitym zwycięstwie nad Millonarios FC. W tym czasie Millonarios był uważany za jeden z najsilniejszych klubów świata, z powodu tak zwanego „okresu Eldorado” kiedy to przybyła do Kolumbii z Argentyny cała plejada fenomenalnych graczy z Alfredo Di Stéfano, z mniej słynnym, ale nie gorszym Adolfo Pedernerą oraz Néstorem Rossi, na czele. Historyczny mecz odbył się w Guayaquil w obecności 30000 widzów. Barcelona pokonała Millonarios 3:2.
- Pierwszy mecz: 15 czerwca 1925 przeciwko CS Ayacucho (1:0)
- Pierwszy mecz międzynarodowy: 19 marca 1931 z Deportivo Cali (4:4)

### Lata 70.
Po roku 1971 Barcelona ustaliła już swoją pozycję jako najbardziej popularnego klubu w Ekwadorze. Osiągnęła to dzięki licznym tytułom mistrza kraju. Jednak na arenie międzynarodowej wszystkie występy kończyły się dotąd na pierwszej rundzie Copa Libertadores. Jednak rok 1971 był inny, z młodym wizjonerskim prezydentem klubu, który zatrudnił kluczowych międzynarodowych graczy, a wśród nich byłego reprezentanta Brazylii José „Pepe” Paesa, byłego reprezentanta Peru Pedro „Perico” Leóna i ekwadorską supergwiazdę Alberto Spencera (Alberto Spencer grał przez ostatnie 10 lat dla CA Peñarol, zdobył wiele krajowych i międzynarodowych tytułów, strzelił 54 gole w Copa Libertadores, stając się dzięki temu najlepszym strzelcem w historii turnieju, lepszym od samego króla futbolu Pelégo).
Z takim zespołem udało się osiągnąć półfinał i odnieść prawdopodobnie najsłynniejsze zwycięstwo w historii klubu nad trzykrotnym triumfatorem Copa Libertadores – Estudiantes La Plata (1:0 na wyjeździe). Najbardziej niesamowite było to, że była to pierwsza od trzech lat porażka argentyńskiej drużyny na własnym boisku w Copa Libertadores. Zwycięskiego gola w tym epokowym meczu zdobył hiszpański katolicki ksiądz, traktujący futbol jako hobby – Juan Manuel „El Cura” Bazurco. Do finału nie udało się jednak awansować, ale klub zdobył sobie tym występem niemałą sławę w skali całego kontynentu.
W roku 1972 Barcelona z tymi samymi zawodnikami znów dotarła do półfinału Copa Libertadores.
Po tych dwóch latach niezwykłych na skalę ówczesnego ekwadorskiego futbolu sukcesach nastało 8 lat bardzo słabych. W tym okresie Barcelona ani razu nie zdobyła mistrzostwa kraju oraz nie zdołała zakwalifikować się do Copa Libertadores.

### Lata 80.
Lata 80. to dominacja Barcelony w lidze ekwadorskiej, w której zdobyła w tym okresie większość tytułów mistrza Ekwadoru. Także na arenie międzynarodowej klub zdołał nawiązać do okresu swej chwały, gdy dwa razy z rzędu dotarł do półfinału Copa Libertadores – w roku 1986 i 1987. W roku 1987 ukończono ostatecznie budowę nowego klubowego stadionu o pojemności 55000 miejsc (wszystkie miejsca siedzące). Stadion nazwany został Estadio Monumental.

### Pełna sławy dekada lat 90.
Początek lat 90. to była najbardziej błyskotliwa epoka w historii klubu. W roku 1990 pod przewodnictwem nowego prezesa klubu i z nową intencją próby zdobycia Copa Libertadores, klub zatrudnił wybitnych piłkarzy zagranicznych. Byli to: mistrz świata z 1986 Marcelo Trobbiani, zdobywca Copa América z 1983 Alberto „Beto” Acosta oraz kolejny reprezentant Urugwaju Marcelo Saralegui. Z takimi graczami oraz z grupą młodych, jak i doświadczonych piłkarzy ekwadorskich grali znakomicie, docierając aż do finału, eliminując po drodze w rzutach karnych taką potęgę jak River Plate. W finale czekał kolejny słynny i bardzo trudny przeciwnik – Club Olimpia z Asunción. Porażka na wyjeździe 0:2 okazała się nie do odrobienia. Remis 1:1 oznaczał, że puchar zdobyli rywale. Jedynym pocieszeniem był fakt, że Barcelona dzięki udanemu sezonowi zaczęła być uważana za jeden z najbardziej znaczących klubów Ameryki Południowej.
W roku 1992 Barcelona skompletowała kolejny wielki zespół który pokonał obrońcę tytułu CSD Colo-Colo, znów docierając aż do półfinału Copa Libertadores. Tam przyszło zmierzyć się z potężnym São Paulo FC, trenowanym przez Telêgo Santanę i mającym w swym składzie takie gwiazdy światowego futbolu jak Zetti, Cafú, Raí, Müller oraz Palhinha. Barcelona nie dała im rady. Wkrótce jej pogromcy zdobyli Copa Libertadores i zmierzyli się w walce o Puchar Świata z tą słynniejszą Barceloną, z Hiszpanii. I tę hiszpańską Barcelonę również pokonali.
W roku 1993 Ekwador był gospodarzem Copa América i w związku z tym zwiększono pojemność stadionu Barcelony do 75000 widzów (wszystkie miejsca siedzące), który zmienił swą nazwę na Estadio Monumental Isidro Romero Carbo. Po zakończeniu remontu zorganizowano uroczystość otwarcia unowocześnionego obiektu, na którą zaproszony został między innymi Pelé. Król futbolu w swoim przemówieniu stwierdził, że Brazylia ma największy stadion świata (Maracanã), ale Ekwador ma najpiękniejszy. Rok ten jednak był jednym z najsmutniejszych w historii klubu. 25 grudnia 1993, trzy dni po tym, jak Barcelona zajęła drugie miejsce w lidze ekwadorskiej, co dało prawo występu w Copa Libertadores, w wieku 29 lat zginął znakomity ekwadorski napastnik Carlos Muñoz (w decydującym spotkaniu zdobył dla Barcelony trzy bramki).
Po wygraniu ligi ekwadorskiej w roku 1997 z pomocą takich graczy jak boliwijski internacjonał Marco Etcheverry, Kolumbijczyk Antony de Ávila i reprezentant Ekwadoru Agustin Delgado Barcelona w roku 1998 przystąpiła do walki o Copa Libertadores. Pomimo posiadania wielu wiekowych graczy klub dotarł aż do finału, gdzie zmierzył się z CR Vasco da Gama. Po porażce 0:2 w Rio de Janeiro i 1:2 u siebie znów trzeba było pogodzić się z tytułem finalisty. Jedynym pocieszeniem był fakt, że hiszpański magazyn piłkarski Don Balón, który opublikował coroczny ranking czterdziestu najsilniejszych klubów świata, umieścił Barcelonę na 10. miejscu.
Następne lata nie były dla Barcelony pomyślne, ale w ostatnich latach trzykrotne wicemistrzostwo Ekwadoru (w 2002, 2003, 2005 i 2014 r.) zwiastuje, że okres kryzysu klub ma już za sobą i jest na najlepszej drodze do odzyskania dawniej prezentowanego poziomu.

### Trenerzy w historii klubu
- Miguel Ángel Brindisi
- Luis Cubilla
- Jorge Habegger
- Salvador Capitano
- Rubén Darío Insúa
- Víctor Luna
- Juan José Peláez
- Jorge Solari
- Severino Vasconcelos
- Mario Jacquet

## Osiągnięcia

### Krajowe
- Serie A

| zwycięstwo (16):     | 1960, 1963, 1966, 1970, 1971, 1980, 1981, 1985, 1987, 1989, 1991, 1995, 1997, 2012, 2016, 2020 |
| drugie miejsce (13): | 1957, 1962, 1968, 1982, 1986, 1990, 1992, 1993, 2002, 2003, 2005 (A), 2014, 2022               |

### Międzynarodowe
- Copa Libertadores

| zwycięstwo (0):     | –          |
| drugie miejsce (2): | 1990, 1998 |

## Informacje o klubie
Barcelona ma już ustaloną pozycję najbardziej popularnego klubu w Ekwadorze, ponadto ma zdobytych najwięcej (15) tytułów mistrza Ekwadoru, a także dwukrotnie dotarł do finału Copa Libertadores. Domowe mecze Barcelona rozgrywała na ogół na stadionach Estadio George Capwell oraz Estadio Modelo Alberto Spencer, a w roku 1987 klub przeniósł się na Estadio Monumental de Barcelona (zwany od roku 1997 Estadio Monumental Isidro Romero Carbo). Klub ma 97745 zarejestrowanych stałych członków. Najgroźniejszymi rywalami Barcelony w Ekwadorze są: CS Emelec, CD El Nacional oraz LDU Quito.
Barcelona utrzymuje drużyny młodzieżowe w kategoriach wiekowych do 18 i do 20 lat. Klubem-filią Barcelony jest występujący w lidze znanej jako Segunda Categoría „A” CA Atlético. Gracze Atlético Guayaquil trenowani są przez peruwiańskiego szkoleniowca Hernána Saavedrę, a najlepsi z młodych piłkarzy tego klubu będą mieli szansę na grę w Barcelonie.

### Stadion – informacje
- Nazwa: Estadio Monumental Isidro Romero Carbo
- Miasto: Guayaquil
- Pojemność: 89990
- Oddany do użytku: 27 grudnia 1987 (pierwszy mecz Barcelona SC – CA Peñarol 3:1)
- Rozmiary boiska: 105 m X 70 m

## Aktualny skład
Stan na 1 października 2023.
| Nr | Poz. | Piłkarz                |
| -- | ---- | ---------------------- |
| 1  | BR   | Javier Burrai          |
| 2  | OB   | Mario Pineida          |
| 3  | OB   | Luca Sosa              |
| 4  | OB   | Carlos Rodríguez       |
| 6  | OB   | Jordan Morán           |
| 7  | NA   | Cristian Ortíz         |
| 8  | PO   | Gabriel Cortez         |
| 10 | PO   | Damián Díaz (kapitan)  |
| 11 | NA   | Fidel Martínez         |
| 12 | BR   | Víctor Mendoza         |
| 13 | NA   | Janner Corozo          |
| 15 | OB   | Jeison Mina            |
| 16 | OB   | Pedro Perlaza          |
| 17 | PO   | Fernando Gaibor        |
| 19 | NA   | Francisco Fydriszewski |
| 20 | PO   | Bruno Piñatares        |

| Nr | Poz. | Piłkarz              |
| -- | ---- | -------------------- |
| 21 | PO   | Guillermo Rendón     |
| 22 | PO   | Leonai               |
| 23 | OB   | Duvan Mina           |
| 24 | PO   | Charlie Delgado      |
| 28 | NA   | Allen Obando         |
| 29 | OB   | Joshué Quiñónez      |
| 31 | OB   | Pedro Velasco        |
| 32 | NA   | Jonathan Bauman      |
| 34 | OB   | Segundo Portocarrero |
| 36 | BR   | Álvaro Preciado      |
| 39 | NA   | Jhon Acurio          |
| 41 | PO   | Jesús Trindade       |
| 70 | PO   | Jefferson Arce       |
| 77 | NA   | Adonis Preciado      |
| 88 | PO   | Luis Arce            |